# Diasporangium jonesianum
Diasporangium jonesianum — вид грибів, що належить до монотипового роду  Diasporangium.